# Paperclip

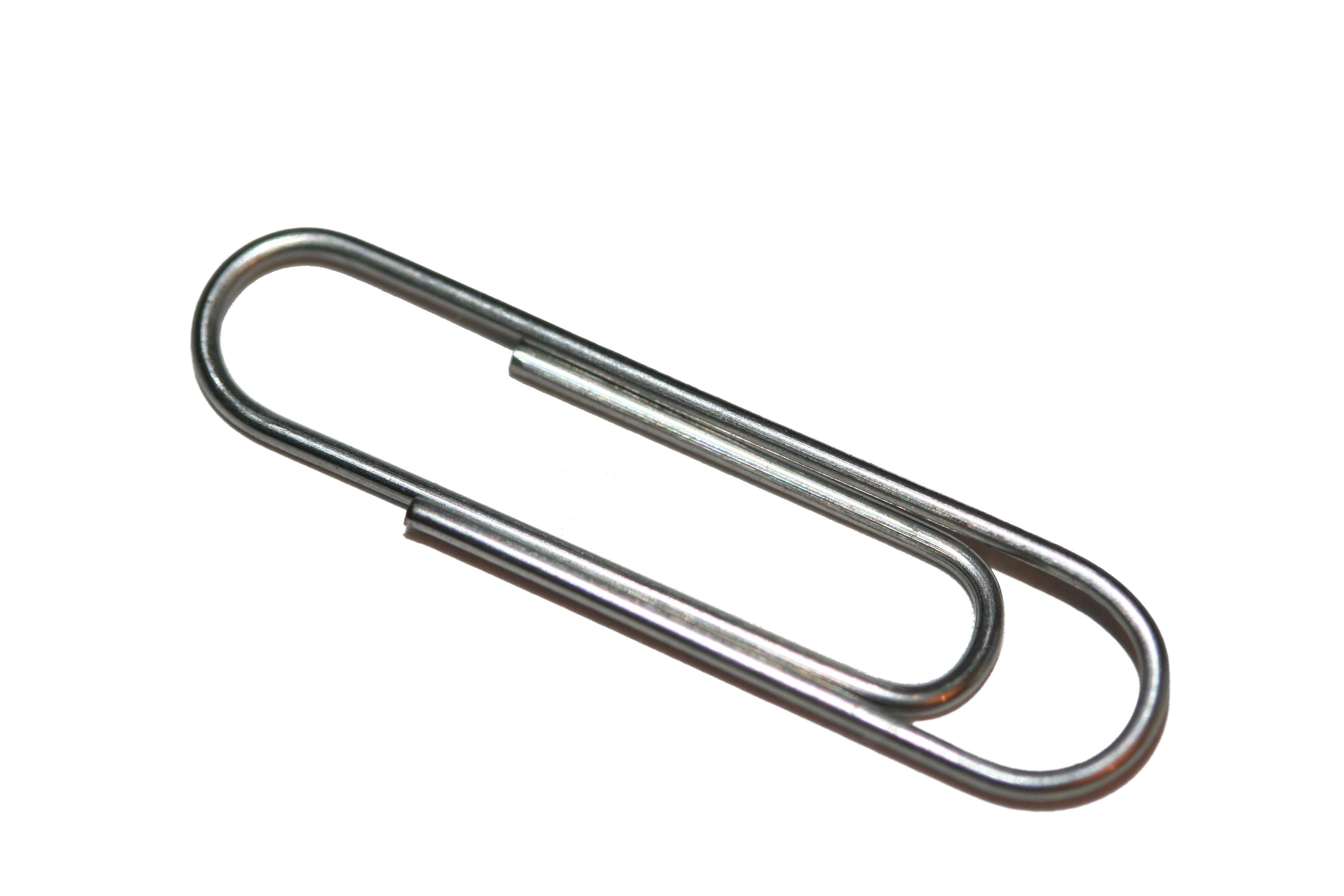
Paperclip

Een paperclip is een meervoudig gebogen metalen draadje waarmee enkele velletjes papier vaak tijdelijk bijeen gehouden kunnen worden zonder het papier te beschadigen.

## Geschiedenis
De eerste paperclip was de Fay-paperclip en werd in 1867 gepatenteerd. Deze clip bestond uit een in een driehoek gebogen metalen draadje, waarbij de uiteinden aan de punt van de driehoek nog wat doorlopen. 
Sinds die tijd zijn er bijzonder veel paperclips gepatenteerd. Om er enkele te noemen: de Wright-paperclip (1877) en de Reeve-paperclip (1897). De paperclip zoals wij die kennen is de Gem-paperclip en is in 1927 gepatenteerd door George F. Griffiths. De Gem is door Cushman & Denison op de markt gebracht.

Vaaler paperclip

Een andere paperclip is de Vaaler-paperclip. Deze was een rechthoek, waarbij de uiteinden parallel liepen langs de lange zijde. De Noor Johan Vaaler kreeg hier in 1899 en 1901 patent op, maar de machine waarmee ze gemaakt worden, werd eerder gepatenteerd. Tijdens de Tweede Wereldoorlog werd de paperclip in Noorwegen het symbool van verzet toen afbeeldingen van koning Haakon VII door de Duitsers werden verboden. Om Vaaler te eren staat sinds 1989 in de hoofdstad Oslo een enorm paperclipstandbeeld van meer dan 6 meter hoog en een gewicht van ruim 600 kg.
Het oorspronkelijke ontwerp (de Fay-paperclip) bevatte slechts twee bochten. Het nadeel daarvan was dat het papier bij het loshalen weleens beschadigde. Modernere uitvoeringen beschikken over één bocht meer, verder is er niets aan het ontwerp veranderd. De metalen uitvoeringen worden tegenwoordig soms van een plastic coating voorzien, vaak in veel verschillende kleuren. Het meest gebruikte formaat paperclip heeft uitgevouwen een lengte van 10 cm.

## Symbool
Als onderdeel van een onderwijsproject over de massamoord op de joden in de Tweede Wereldoorlog probeerden leerlingen van de Whitwell Highschool in Tennessee in de Verenigde Staten zes miljoen paperclips te verzamelen als symbool voor de zes miljoen vermoorde Joden. Over de hele wereld kwamen spontane reacties met als gevolg dat een oorspronkelijke wagon, waarmee opgepakte personen naar concentratiekampen werden vervoerd, verscheept werd naar Whitwell en werd gevuld met elf miljoen paperclips ter nagedachtenis aan alle slachtoffers van het nationaalsocialisme. Een weergave van deze actie is te zien in de film "Paper clips", die op het Palm Springs International Film Festival de hoogste prijs in de wacht sleepte en in de "top five documentaries" van 2004 van the National Board of Review werd opgenomen.

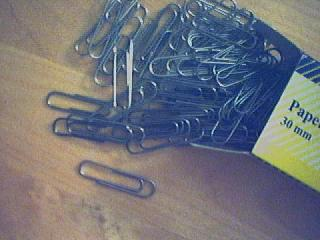
Paperclips in een doosje
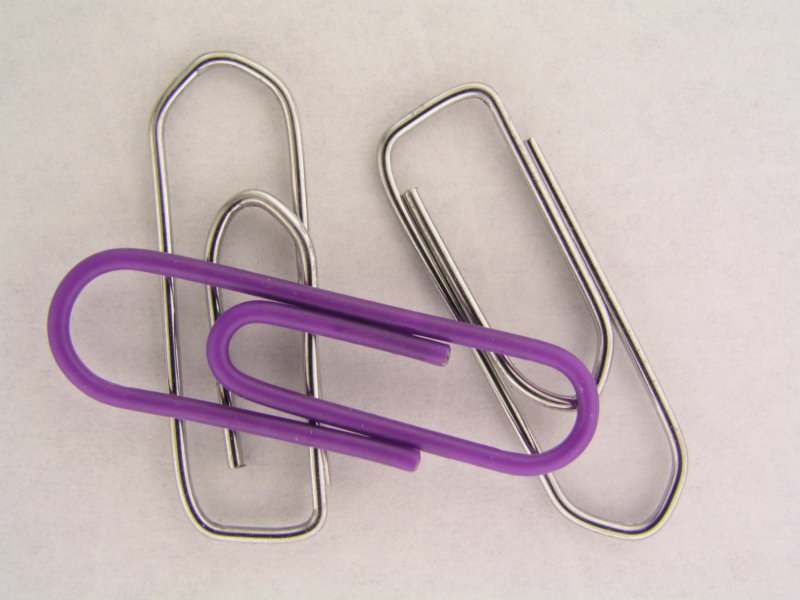
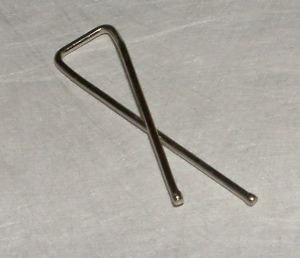
Fay Paperclip

## Trivia
- Clippy de paperclip was een assistent in het tekstverwerkingsprogramma Microsoft Word. Veel mensen ergerden zich aan Clippy doordat hij soms spontaan met ongevraagde adviezen kwam. Anderen vonden hem een welkome afwisseling van het schrijven van documenten.

- De Peperklip in Rotterdam is een woningcomplex met een plattegrond in de vorm van een opengebogen paperclip, waarbij de naam echter ook verwijst naar de voormalige burgemeester van Rotterdam, Bram Peper.

- Bert van Sesamstraat is een fervent verzamelaar van paperclips, waaronder één gouden.

- In de eindfase van de onderhandelingen over de bouw van de Oosterweelverbinding in september 2010 werd een paperclip-tracé voorgesteld.

- Het Franse woord voor paperclip is trombone, wat in Nederlands-Franse taalgrensgebieden wel eens tot verwarring leidt, daar het muziekinstrument trombone in beide talen zo heet.